# 国鉄ア3形蒸気機関車

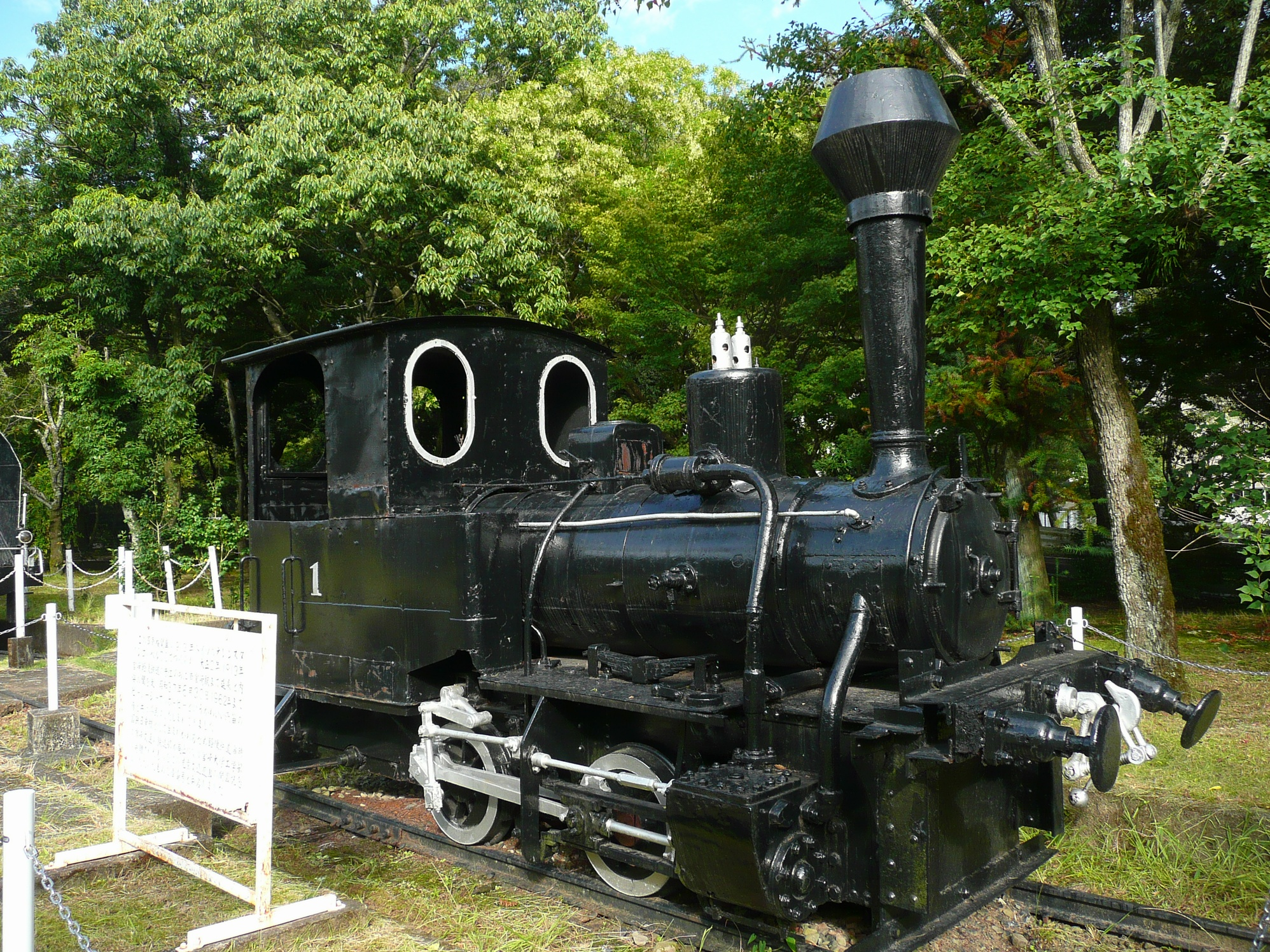
宮崎交通1号蒸気機関車（2009年）

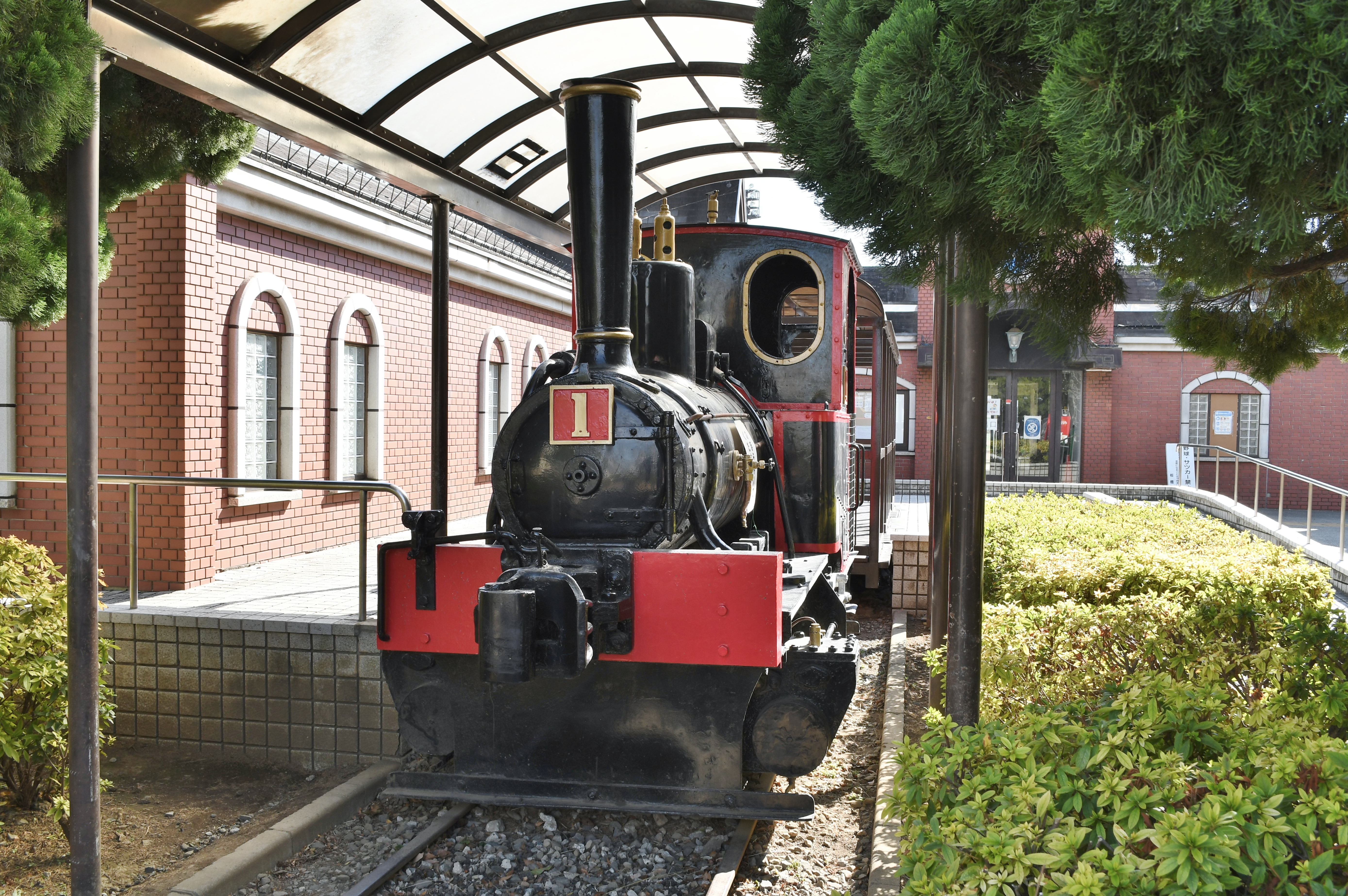
有田鉄道1号→東武鉄道1号蒸気機関車

国鉄ア3形蒸気機関車（こくてつア3がたじょうききかんしゃ）は、かつて日本国有鉄道の前身である鉄道省に在籍したタンク式蒸気機関車である。

## 概要
元は、阿波電気軌道（1926年に阿波鉄道に改称）が1916年（大正5年）に信濃鉄道から譲り受けたものである。1912年（明治45年）にドイツのオーレンシュタイン・ウント・コッペル社で製造されたもので、出力40HPクラスの車軸配置0-4-0(B)型、2気筒単式飽和式のウェルタンク機である。阿波鉄道では、3形(5)と称したが、ほぼ同形の機関車として7形(6)が存在した。こちらも信濃鉄道から同時に譲り受けたもので、当初は5とともに3形であったが、1929年（昭和4年）にいったん廃車され、解体されずに保管されていたが、1932年（昭和7年）に更新修繕のうえ復籍した際、動輪直径の拡大（585mm → 628mm）や伝熱面積の増大（13.3m2 → 13.5m2）などで、3形と若干の相違が生じたため、別形式とされたものである。
1933年（昭和8年）7月の国有化時には、鉄道省での形式は、それぞれ当初70形、75形が計画されたが、あまりに小型で長く使用するものではないとの判断から、私鉄時代の形式に阿波鉄道を表す「ア」を付加してア3形、ア7形とし、番号は元のまま5、6として使用した。当時は、私鉄買収機の形式付与方針にぶれが生じていた時期で、このような形式の付与方法は、結局、阿波鉄道買収機のみの特殊な事例となった。
国有化後はあまり使用されず、ア3形は1936年（昭和11年）、ア7形は1937年（昭和12年）に廃車となった。

## 同形機
本形式は、旧設計40HPクラス B型タンクといわれる標準設計の機関車で、日本にも軌間1,067mm(3ft6in)のものばかりでなく、762mm(2ft6in)のものや従輪を1軸追加した0-4-2(B1)形のものが、多数来着している。軌間1,067mmのものに限って列記すると、次のとおりである。
- 1912年製
  - 製造番号5291 - 伊勢鉄道（→ 伊勢電気鉄道） 1 → 大日本土木工事（1923年譲渡）
  - 製造番号5292 - 伊勢鉄道（→ 伊勢電気鉄道） 2 → 加悦鉄道 3（1926年譲渡）
  - 製造番号5293 - 信濃鉄道 1 → 阿波電気軌道（→ 阿波鉄道） 5（1916年譲渡） → 鉄道省 5（ア3形）
  - 製造番号5294 - 信濃鉄道 2 → 伊勢鉄道（→ 伊勢電気鉄道） 3（1916年譲渡）
  - 製造番号5295 - 信濃鉄道 3 → 阿波電気軌道（→ 阿波鉄道） 6（1916年譲渡） → 鉄道省 6（ア7形）
  - 製造番号5296 - 鞍手軽便鉄道（→ 筑豊鉄道II） 1 I → 川崎造船所 13（1926年譲渡）
  - 製造番号5297 - 宮崎軽便鉄道（→ 宮崎鉄道 → 宮崎交通） 1（1951年廃車）
  - 製造番号5298 - 宮崎軽便鉄道（→ 宮崎鉄道 → 宮崎交通） 3（1951年廃車）
  - 製造番号5299 - 宮崎軽便鉄道（→ 宮崎鉄道 → 宮崎交通） 2（1951年廃車）
  - 製造番号5300 - 山東軽便鉄道 1 → 宮崎鉄道 5（1940年譲渡・1949年廃車）
  - 製造番号5474 - 釧路築港事務所 → 輪西製鉄 2 → 富士製鋼所 2
  - 製造番号5883 - 一畑軽便鉄道（→ 一畑電気鉄道） 1
  - 製造番号5884 - 一畑軽便鉄道（→ 一畑電気鉄道） 2
  - 製造番号5885 - 釧路築港事務所 → 有田鉄道 1 → 東武鉄道 1（1951年譲渡・入籍せず）
  - 製造番号5886 - 八幡製鉄所 60 → 91
  - 製造番号5887 - 八幡製鉄所 59 → 90
  - 製造番号5888 - 八幡製鉄所 58 → 不明 → 170 → 鹿島参宮鉄道 10（1946年譲渡・1954年廃車）

製造番号5291 - 5296は、伊勢鉄道が発注したものであったが、同社には2両のみ引き取られ、残りの4両はキャンセルされた。その後、この4両は売買を仲介した商社（才賀商会→日本興業）に保管され、各社に引き取られた。そのうちの1両が、結局伊勢鉄道の3となったのは皮肉というほかない。

## 主要諸元
- 全長 : 5,265mm
- 全高 : 2,767mm
- 軌間 : 1,067mm
- 車軸配置 : 0-4-0(B)
- 動輪直径 : 585mm
- 弁装置 : マックス・オーレンシュタイン式
- シリンダー（直径×行程） : 185×300mm
- ボイラー圧力 : 12.0kg/cm2
- 火格子面積 : 0.37m2
- 全伝熱面積 : 13.3m2
  - 煙管蒸発伝熱面積 : 11.5m2
  - 火室蒸発伝熱面積 : 1.8m2
- 小煙管（直径×長サ×数） : 45mm×1,800mm×51本
- 機関車運転整備重量 : 8.64t
- 機関車空車重量 : 6.36t
- 機関車動輪上重量（運転整備時） : 8.64t
- 機関車動輪軸重（各軸均等） : 4.32t
- 水タンク容量 : 1.0m3
- 燃料積載量 : 0.13t
- 機関車性能
  - シリンダ引張力 : 1,790kg
- ブレーキ装置 : 手ブレーキ

## 保存
鉄道省に籍を有したものの保存はないが、同形車が2両保存されている。
1両は宮崎交通の1（製造番号 5297）で、廃車後宮崎市の宮崎大学船塚キャンパス内に保存されていたが、同大学の移転に伴い、同市内の総合福祉センター内交通公園に移設されている。この機関車は、宮崎交通線の末期に4が1（2代）に改番されていたため、しばしば混同されるが、別物である。
もう1両は、有田鉄道の1となり、戦後東武鉄道が引き取った機関車（製造番号 5885）で、譲渡後は東上線のときわ台駅前に保存展示されていたが、現在は板橋区の城北交通公園で「ベビーロコ」と銘打って保存されている。